# Anna Ratkó
Anna Ratkó, född 1903, död 1981, var en ungersk politiker. Hon var sitt lands första kvinnliga minister. Hon var hälsominister 1950-1953.